# Чемпионат мира по фехтованию 2006
Чемпионат мира по фехтованию 2006 года проходил в итальянском Турине с 29 сентября по 7 октября под эгидой Международной федерации фехтования. Соревнования проводились в Овале Линготто, где в феврале этого года свои медали в рамках зимних Олимпийских игр разыгрывали конькобежцы. Разыгрывалось 12 комплектов наград.
Турин 2-й раз в истории принимал чемпионат мира по фехтованию после 1961 года.
Российский фехтовальщик Станислав Поздняков на чемпионате в Турине завоевал своё девятое золото мировых первенств и довёл общее число медалей, полученных в рамках чемпионатов мира, до 16.

## Медали

### Общий зачёт
(Жирным выделено самое большое количество медалей в своей категории; принимающая страна также выделена)
| Общее количество медалей |             |        |         |        |       |
| Место                    | Страна      | Золото | Серебро | Бронза | Всего |
| 1                        | Франция     | 4      | 1       | 1      | 6     |
| 2                        | Россия      | 2      | 0       | 3      | 5     |
| 3                        | Китай       | 2      | 0       | 1      | 3     |
| 4                        | Италия      | 1      | 3       | 3      | 7     |
| 5                        | США         | 1      | 2       | 1      | 4     |
| 6                        | Венгрия     | 1      | 1       | 2      | 4     |
| 7                        | Германия    | 1      | 1       | 1      | 3     |
| 8                        | Эстония     | 0      | 1       | 1      | 2     |
| 8                        | Украина     | 0      | 1       | 1      | 2     |
| 9                        | Испания     | 0      | 1       | 0      | 1     |
| 9                        | Португалия  | 0      | 1       | 0      | 1     |
| 10                       | Южная Корея | 0      | 0       | 3      | 3     |
| 11                       | Канада      | 0      | 0       | 1      | 1     |
| Всего                    | Всего       | 12     | 12      | 18     | 42    |

## Медалисты

### Мужчины
| Дисциплина                  | Золото                                                                   | Серебро                                                                           | Бронза                                                                             |
| Шпага Личное первенство     | Ван Лэй Китай                                                            | Жоаким Видейра Португалия                                                         | Игорь Тихомиров Канада                                                             |
| Шпага Личное первенство     | Ван Лэй Китай                                                            | Жоаким Видейра Португалия                                                         | Свен Ярве Эстония                                                                  |
| Шпага Командное первенство  | Франция · Эрик Буасс · Фабрис Жанне · Готье Грюмье · Ульриш Робери       | Испания · Хосе Луис Абахо · Игнасио Канто · Хуан Кастаньеда · Эдуардо Пуэрто      | Украина · Дмитрий Чумак · Дмитрий Карюченко · Максим Хворост · Богдан Никишин      |
| Рапира Личное первенство    | Петер Йоппих Германия                                                    | Андреа Бальдини Италия                                                            | Стефано Баррера Италия                                                             |
| Рапира Личное первенство    | Петер Йоппих Германия                                                    | Андреа Бальдини Италия                                                            | Лэй Шэн КНР                                                                        |
| Рапира Командное первенство | Франция · Лоик Аттели · Николя Бодан · Эрванн Ле Пешу · Марсель Марсиллу | Германия · Доминик Бер · Рихард Бройтнер · Петер Йоппих · Беньямин Клайбринк      | Италия · Андреа Бальдини · Андреа Кассара · Сальваторе Санцо · Симоне Ванни        |
| Сабля Личное первенство     | Станислав Поздняков Россия                                               | Жолт Немчик Венгрия                                                               | Алексей Фросин Россия                                                              |
| Сабля Личное первенство     | Станислав Поздняков Россия                                               | Жолт Немчик Венгрия                                                               | Вон У Ён Республика Корея                                                          |
| Сабля Командное первенство  | Франция · Венсан Анстетт · Николя Лопес · Жюльен Пийе · Борис Сансон     | Украина · Дмитрий Бойко · Владимир Лукашенко · Олег Штурбабин · Владислав Третьяк | Россия · Алексей Фросин · Николай Ковалёв · Станислав Поздняков · Алексей Якименко |

### Женщины
| Дисциплина                  | Золото                                                                | Серебро                                                                                   | Бронза                                                                            |
| Шпага Личное первенство     | Тимеа Надь Венгрия                                                    | Ирина Эмбрих Эстония                                                                      | Эмеше Сас Венгрия                                                                 |
| Шпага Личное первенство     | Тимеа Надь Венгрия                                                    | Ирина Эмбрих Эстония                                                                      | Лора Флессель-Коловиц Франция                                                     |
| Шпага Командное первенство  | Китай · Ли На · Ло Сяоцзюань · Чжан Ли · Чжун Вэйпин                  | Франция · Мариса Дюшен · Лора Флессель-Коловиц · Хайналька Пико · Морин Низима            | Германия · Бритта Хайдеман · Имке Дуплитцер · Клаудия Бокель · Марьяна Маркович   |
| Рапира Личное первенство    | Маргерита Гранбасси Италия                                            | Валентина Веццали Италия                                                                  | Аида Мохамед Венгрия                                                              |
| Рапира Личное первенство    | Маргерита Гранбасси Италия                                            | Валентина Веццали Италия                                                                  | Джованна Триллини Италия                                                          |
| Рапира Командное первенство | Россия · Светлана Бойко · Аида Шанаева · Юлия Хакимова · Яна Рузавина | Италия · Элиза Ди Франчиска · Маргерита Гранбасси · Валентина Веццали · Джованна Триллини | Республика Корея · Чун Кил Ок · Чон Хи Сук · Се Ми Джун · Нам Хён Хи              |
| Сабля Личное первенство     | Ребекка Уорд США                                                      | Мариэль Загунис США                                                                       | Сада Джекобсон США                                                                |
| Сабля Личное первенство     | Ребекка Уорд США                                                      | Мариэль Загунис США                                                                       | Ким Хью Лим Корея                                                                 |
| Сабля Командное первенство  | Франция · Сесиль Аржоля · Леонор Перрюс · Соленн Мари · Анне-Лиз Туйя | США · Ребекка Уорд · Мариэль Загунис · Сада Джекобсон · Кейтлин Томпсон                   | Россия · Екатерина Дьяченко · Екатерина Федоркина · Софья Великая · Елена Нечаева |